# اردشیر قوانلوپور
اردشیر قوانلوپور (۱۶ دی ۱۳۶۵) بازیکن تیم ملی اسکیت اگرسیو اینلاین اهل ایران است.
قوانلوپور فعالیت ورزشی خود در رشته اسکیت را از سال ۱۳۷۲ آغاز کرد و  در سال ۱۳۸۵ به عضویت تیم ملی اسکیت اگرسیو اینلاین درآمد. وی علاوه بر کسب مقام قهرمانی ایران، در سال‌های متعدد مقام‌هایی در سطح آسیا و جهان نیز کسب نموده است.

## افتخارات
- مقام چهارم آسیایی در رشته اسکیت اگرسیو در مسابقات المپیک آسیایی داخل سالن  ۲۰۰۷ در ماکائو[۶]
- مقام چهارم آسیا در مسابقات بیگ ایر آسیایی ساحلی ۲۰۱۴ در پوکت[۷]
- مقام چهارمی آسیا در مسابقات بست تریک آسیایی ساحلی ۲۰۱۴ در پوکت[۸]
- شکستن رکورد آسیا در مسابقات آسیایی بیگ ایر ۲۰۱۴ با پرش ارتفاع ۴ متر و ۱۰ سانتی‌متری[۹]
- مقام یازدهم جهان در بخش حرفه‌ای در مسابقات فیز جهانی[۱۰][۱۱][۱۲]
- مقام سیزدهم جهان در رتبه‌بندی کلی سال ۲۰۱۷ در اولین دورهٔ جام جهانی[۱۳]
- کسب مقام نخست در رشتهٔ رولر فری‌استایل از ۱۳۸۵ تا ۱۳۹۷[۱۴]